# Principi Apostolorum Petro

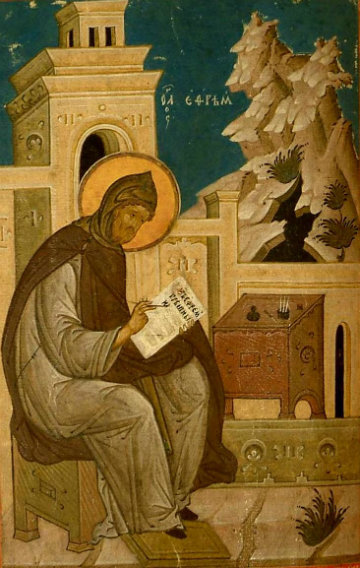
Святий Єфрем Сирін

Principi Apostolorum Petro — восьма енцикліка папи Бенедикта XV, датована 5 жовтня 1920, присвячена особі святого Єфрема Сиріна. Цією енциклікою папа проголосив святого Єфрема Учителем Церкви.